# Stavros Niarchos Collection
Stavros Niarchos Collection – kolekcja sztuki należąca do dziesiątki najcenniejszych prywatnych zbiorów obrazów, będącą własnością rodziny Niarchos spadkobierców armatora Stavrosa Niarchosa. Kolekcją opiekuje się Stavros Niarchos Foundation mająca swoje biura w Atenach, Nowym Jorku i Monte Carlo.

## Kolekcja
Kolekcja składa się głównie z dzieł impresjonistów i sztuki współczesnej. Wśród dzieł znajdują się trzy obrazy Vincenta van Gogha (Autoportret z zabandażowanym uchem, Portret "Ojca" Tanguy i Dom Pere Pilon), Paula Gauguina (Jeźdźcy na plaży), autoportret Pabla Picassa Yo, Picasso zakupiony w 1989 roku za 47,850 mln dolarów oraz płótno El Greca Pietà zakupioną za kwotę 104 mln franków szwajcarskich. W ostatnich latach, Philippe Niarchos uzupełnił kolekcję dziełami współczesnych artystów m.in. Warhola Shot Red Marilyn (zakupiony na aukcji w Christie za 3.630.000 dolarów), czy autoportret Basquiata. Prawdopodobnie w kolekcji znajduje się drugi obraz van Gogha Autoportret, który został zakupiony anonimowo w listopadzie 1998 roku na aukcji w Christie za kwotę 71,5 mln dolarów. Wartość prywatnej kolekcji szacuje się na ok. 2 mld dolarów.

## Galeria

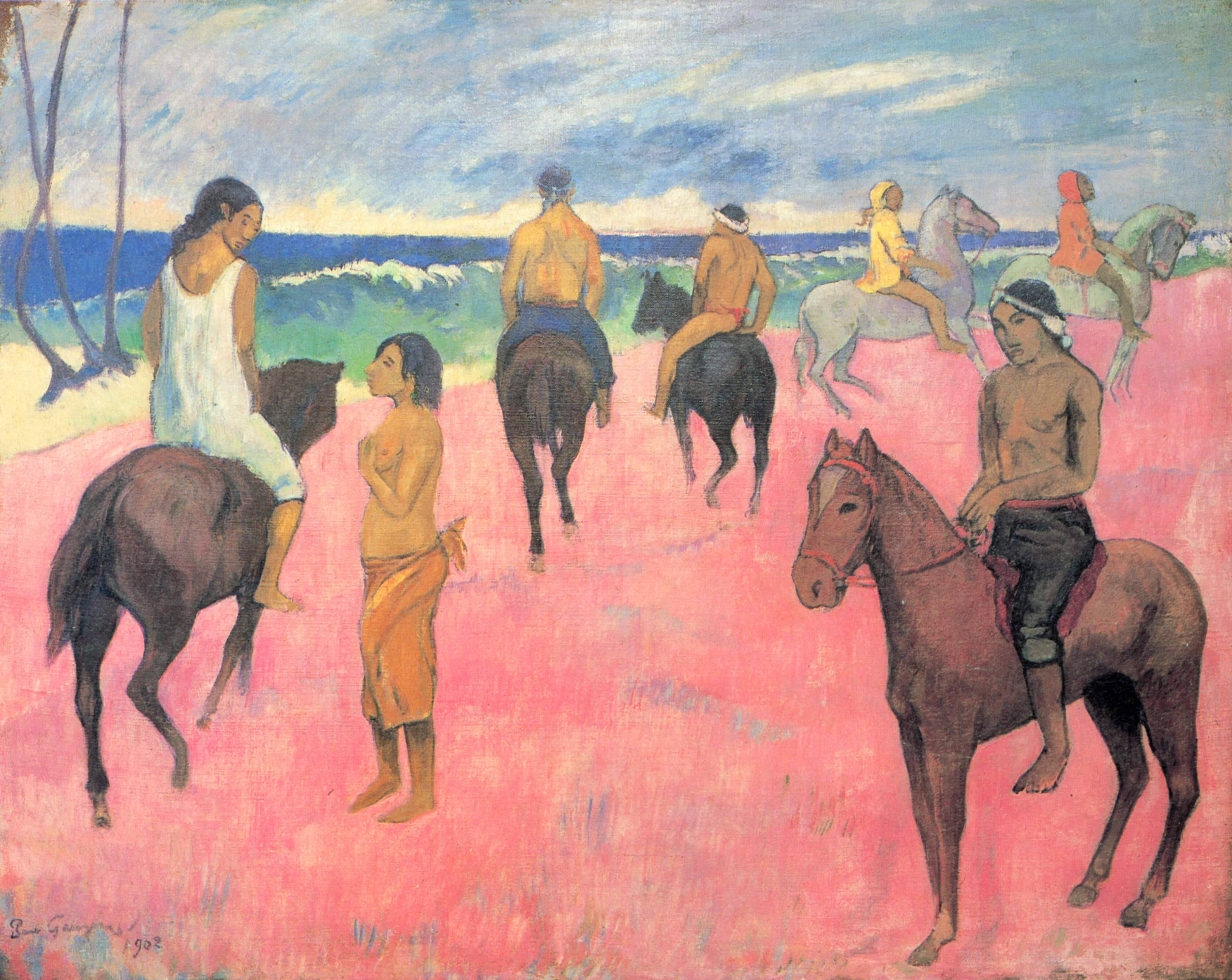
Jeźdźcy na plaży, Paul Gauguin
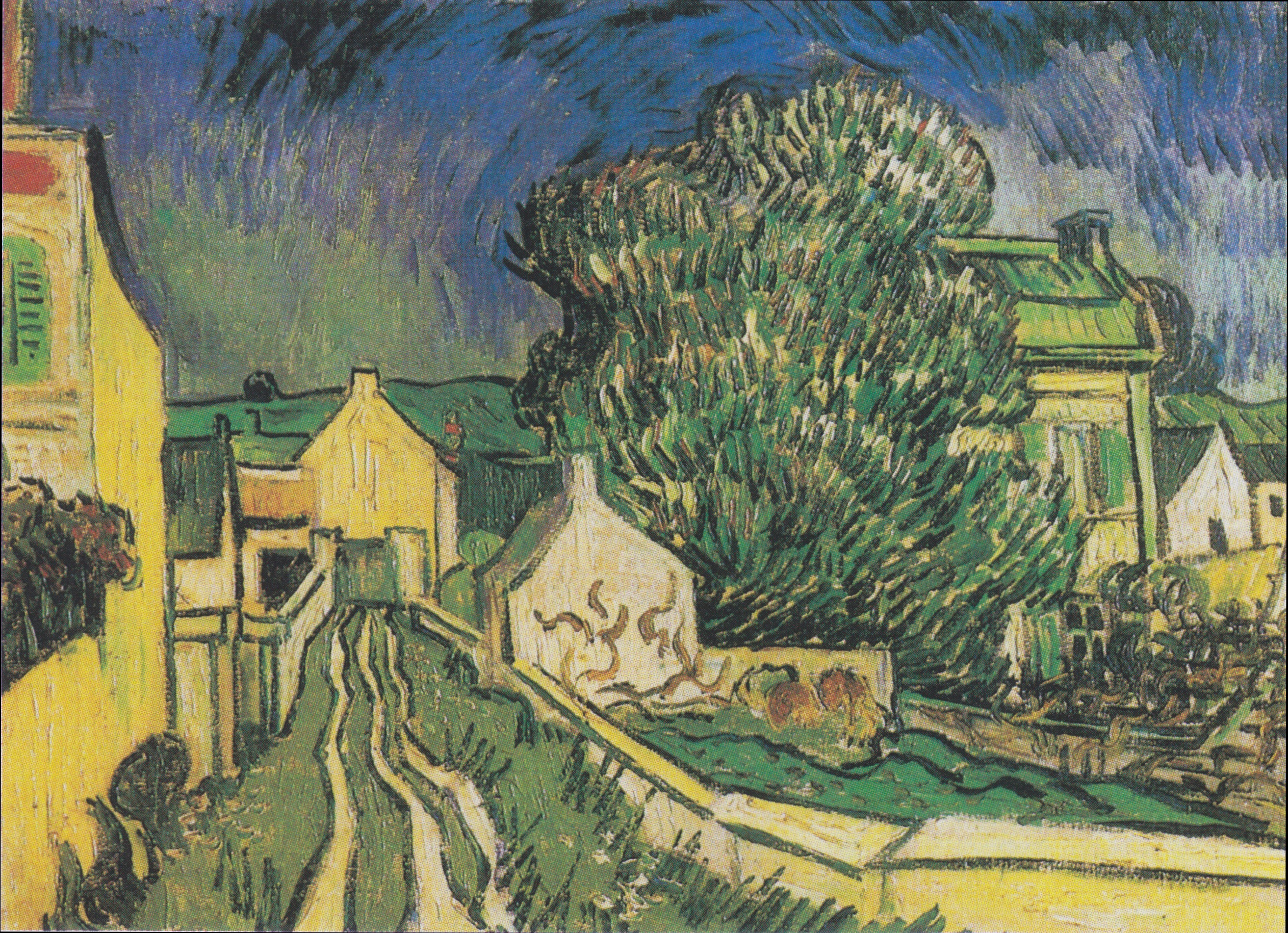
Dom Père Pilona Vincent van Gogh
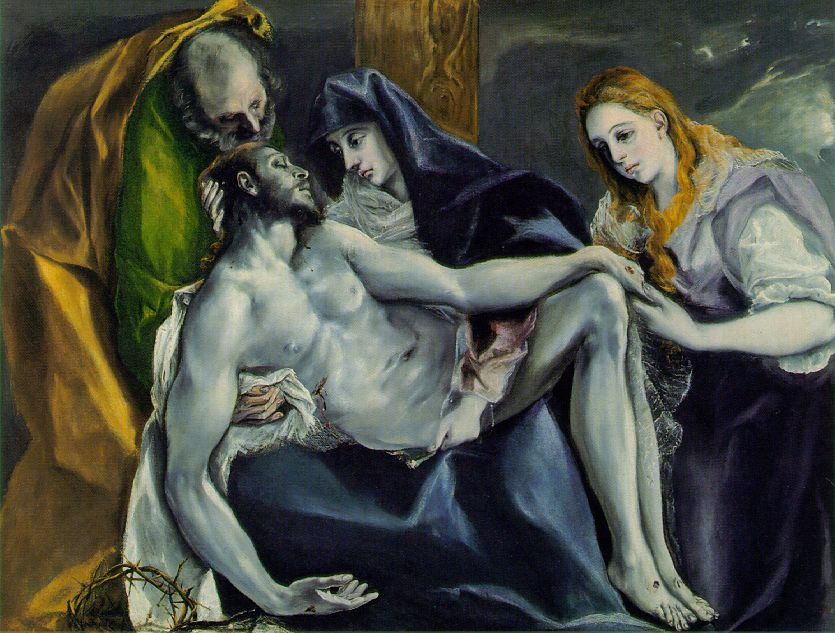
Pietà, El Greco